# WAC Corporal

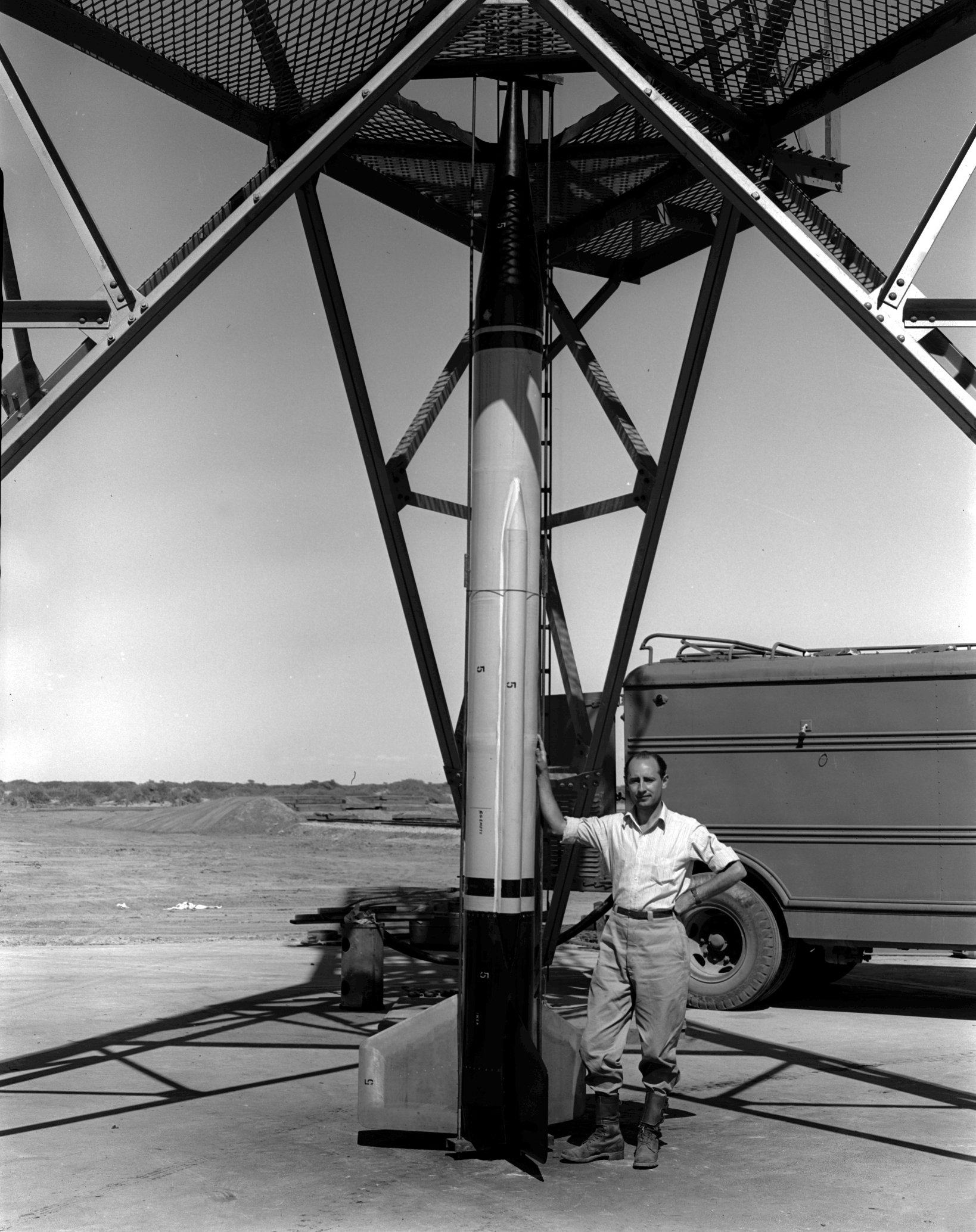
WAC Corporal на пусковой установке

«Вак Ко́рпорэл» (англ. WAC Corporal, в русскоязычных источниках традиционно употребляется наименование по значению слова «Капрал») — американская исследовательская ракета, разработанная вскоре после окончания Второй мировой войны. Первая военная жидкостная ракета, разработанная и построенная в США. Использовалась в исследовательских целях для исследования особенностей полёта жидкостных ракет и изучения верхних слоев атмосферы. Стала элементом ряда других исследовательских программ. На её основе в 1950-х была разработана первая в мире ядерная баллистическая ракета MGM-5 Corporal.
Вокруг расшифровки аббревиатуры «WAC» до сих пор идут споры, так как в американском английском она имеет несколько значений применительно к военному делу и означает: «Women’s Army Corps» (женский армейский корпус), «without any control» (неуправляемая — синоним слова «rocket» в отличие от управляемой ракеты — «missile»), «without attitude control» (отсутствие контроля высоты).

## История
После успешного завершения экспериментов с твердотопливной ракетой Private, лаборатория реактивного движения JPL (англ. Jet Propulsion Laboratory) Калифорнийского Технологического Института сочла возможным приступить к разработке более совершенных ракет. Успешное применение немцами баллистических ракет Фау-2 по Лондону, хотя и не дало значительного военного эффекта, тем не менее позволило сделать вывод о гораздо большем потенциале жидкостных ракет. Изготовление опытных моделей и другие производственные вопросы решались сначала Douglas Aircraft Company, а затем Firestone Defense Products Division.
Основной целью программы ORDCIT была разработка тактической боевой жидкосной ракеты, по характеристикам сравнимой с Фау-2. Эта программа в конечном итоге завершилась созданием в 1950-х MGM-5 Corporal. Но, в 1945 году, инженеры США не имели еще никакого опыта в постройке больших жидкостных ракет и очень мало информации о строении верхних слоев атмосферы, необходимой для реализации проекта.
Чтобы решить многочисленные встающие технические проблемы, JPL инициировала разработку сравнительно небольшой жидкостной ракеты, предназначенной для отработки технических особенностей проекта. В рамках требований было установлено, что ракета должна иметь возможность доставить 11 кг полезной нагрузки (исследовательской аппаратуры) на высоту до 30 км. Ракета получила официальное обозначение WAC Corporal (производственное — RTV-G-1).

## Конструкция
Первая военная жидкостная ракета, разработанная в США, и вторая в мире жидкостная баллистическая ракета после Фау-2, WAC Corporal была сравнительно небольшой ракетой, существенно уступающей в размерах своей немецкой предшественнице. Простой цилиндрический корпус ракеты, диаметром в 305 мм, имел длину 4,39 м. Снизу к нему крепился стартовый ускоритель длиной 2,41 м.
Устойчивость в полёте ракете придавали три хвостовых стабилизатора, размахом в 610 мм. Какая-либо система управления отсутствовала.
Старт ракеты осуществлялся с помощью порохового ускорителя, взятого от артиллерийской неуправляемой ракеты «Tiny Tim», диаметром 29 см. Ускоритель развивал тягу в 222 Кн продолжительностью в 0,5 секунды.
Дальнейшее движение ракеты обеспечивалось разработанным фирмой Aerojet жидкостным ракетным двигателем, работавшим на азотной кислоте в качестве окислителя и смеси анилина со спиртом в качестве горючего. Реактивная тяга двигателя достигала 6,7 кН, продолжительность работы — 47 секунд.
Запуск ракеты выполнялся через шахту в центре трехопорной решетчатой стартовой башни, выполняющей начальную стабилизацию ракеты. Как только ракета оказывалась в воздухе, ускоритель отбрасывался[как?] и включался ЖРД.
Важной особенностью конструкции WAC Corporal была отделяемая носовая часть, автоматически отстреливающаяся после прекращения работы двигателя и спускающаяся на землю на парашюте. Она позволяла мягко опускать с высоты записывающие приборы и оборудование.

## История применения
Первый успешный пуск WAC Corporal состоялся 30 октября 1945 года, после целой серии бросковых испытаний. Ракета превзошла ожидания экспериментаторов, поднявшись на высоту 70 км, но из-за технической неполадки, парашют спускаемой носовой части не раскрылся и мягко приземлить её не удалось. Последующие испытания предпринимались в 1946 году, в основном с целью исследования верхних слоев атмосферы. В целом, ракета показала себя простой и надёжной в эксплуатации, хотя проблемы с парашютной системой продолжались.
В 1946 году, когда запас оригинальных WAC Corporal был исчерпан, появилась вторая модификация ракеты, WAC-B с более лёгким двигателем. Основным её отличием было наличие телеметрической система передачи данных, позволяющей получать информацию от бортовых приборов ракеты непосредственно в ходе полёта, без необходимости дожидаться её приземления, тем более с риском потерять данные в случае его неудачного течения. Ещё восемь ракет были запущены в 1946-1947-х годах, прежде чем основная программа WAC Corporal была успешно завершена. Пуски трофейных германских ракет Фау-2 в ходе программы «Гермес» и новая геофизическая ракета Aerojet Aerobee сменили WAC-Corporal как основную исследовательскую ракету США.
Наработки по программе WAC-Corporal были использованы при создании тактической ракеты MGM-5 Corporal.

## Программа Bumper

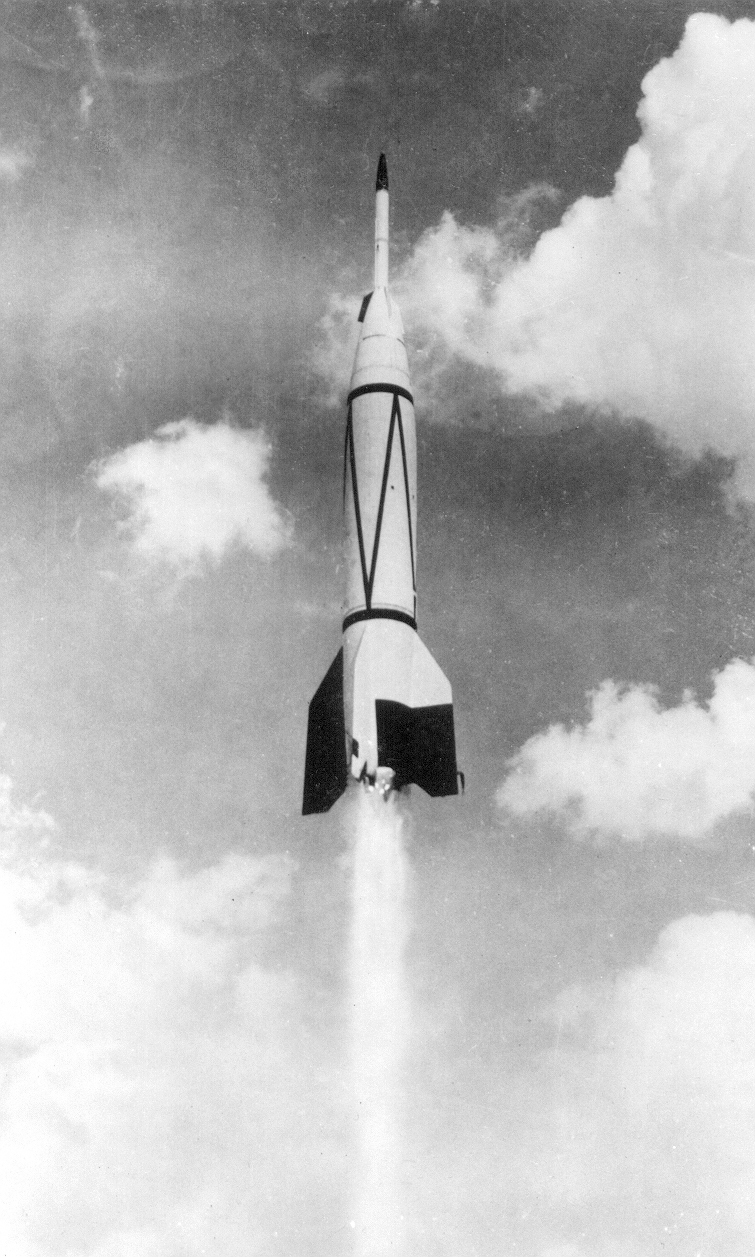
Двухступенчатая ракета Bumper в полете

В феврале 1946 года, после первых успешных американских запусков трофейной Фау-2, лаборатория реактивного движения JPL предложила идею двухступенчатой исследовательской ракеты, состоящей из связки Фау-2 и WAC Corporal. Значительная тяговооружённость Фау-2 позволяла без особых проблем поднять сравнительно легкую WAC-Corporal на большую высоту. По расчётам, такая «связка» могла бы добраться до сверхбольших высот, недосягаемых для одноступенчатых суборбитальных ракет.
В октябре 1946 года, армия согласилась профинансировать программу в рамках проекта Hermes. Программа имела две основные цели: исследовать вопросы конструирования двухступенчатых жидкостных ракет (зажигание двигателей на большой высоте) и изучить верхние слои атмосферы и космическое пространство.
Для экспериментов, была использована немного доработанный вариант трофейной германской ракеты Фау-2. Основным отличием от базовой модели была носовая часть, переделанная для закрепления WAC-Corporal. Ракета WAC-Corporal, используемая в эксперименте, была модифицирована более значительно: её модификация получила название Bumper WAC.
В отличие от основной модели WAC Corporal, Bumper WAC имела не три а четыре стабилизатора, увеличенных для обеспечения устойчивости ракеты в разрежённой атмосфере на высоте более 40 км. Помимо основного двигателя, на ракете были смонтированы два небольших твердотопливных двигателя раскрутки, для обеспечения стабилизации в космосе за счёт гироскопического эффекта. Ракета размещалась в носовой части Фау-2, при этом стабилизаторы Bumper WAC располагались в прорезях носовой оконечности трофейной ракеты.
Предполагалось, что ракета Фау-2 поднимет Bumper WAC на значительную высоту, где, при помощи запального шнура, произойдет запуск двигателей второй ступени, стабилизаторы Bumper WAC выскользнут из прорезей, и ракета отправится в полёт.
В 1948 году программе Bumper было присвоено обозначение RTV-G-4, и в мае того же года прототип Bumper (с инертной второй ступенью, имевшей лишь небольшой твердотопливный ускоритель для отработки разделения ступеней на высоте) был запущен.
Первым полномасштабным запуском Bumper стал третий в серии, выполненный 30 сентября 1948 года. Первая ступень — Фау-2, сработала нормально, но в момент разделения произошел взрыв двигателя Bumper WAC, разрушивший ракету. Тем не менее, бортовая аппаратура передала на землю телеметрию полёта, что позволило быстро выявить и исправить недостатки. Вторая попытка запустить систему была предпринята в ноябре, но на этот раз подвела первая ступень.
Первый успешный полет Bumper состоялся 24 февраля 1949 года. На этот раз все сработало отлично: первая ступень разогнала систему до требуемой скорости, на высоте порядка 100 км произошло их разделение и включившийся двигатель забросил WAC Corporal на высоту 393 км, установив новый мировой рекорд.
Программа предусматривала ещё три запуска, но после аварии в шестом пуске — снова подвела Фау-2, цель программы изменили с исследования космического пространства на изучение баллистики скоростных ракет. С этой целью, Bumper запускали почти горизонтально, под небольшим углом к горизонту над океаном. В качестве основной площадки был выбран Мыс Канаверал. Первый опыт завершился неудачей из-за сбоя WAC Corporal, но последний, восьмой пуск по программе Bumper прошел успешно, поставив новый мировой рекорд скорости — 5260 км/ч.
В 1951 году, в связи с исчерпанием запаса трофейных германских ракет и появлением новых, более совершенных исследовательских ракет, программа Bumper закрыта.

## Сравнительная характеристика
| Основные сведения и технические характеристики иностранных ракет с жидкостными ракетными двигателями | Основные сведения и технические характеристики иностранных ракет с жидкостными ракетными двигателями | Основные сведения и технические характеристики иностранных ракет с жидкостными ракетными двигателями | Основные сведения и технические характеристики иностранных ракет с жидкостными ракетными двигателями | Основные сведения и технические характеристики иностранных ракет с жидкостными ракетными двигателями | Основные сведения и технические характеристики иностранных ракет с жидкостными ракетными двигателями | Основные сведения и технические характеристики иностранных ракет с жидкостными ракетными двигателями | Основные сведения и технические характеристики иностранных ракет с жидкостными ракетными двигателями | Основные сведения и технические характеристики иностранных ракет с жидкостными ракетными двигателями | Основные сведения и технические характеристики иностранных ракет с жидкостными ракетными двигателями | Основные сведения и технические характеристики иностранных ракет с жидкостными ракетными двигателями | Основные сведения и технические характеристики иностранных ракет с жидкостными ракетными двигателями | Основные сведения и технические характеристики иностранных ракет с жидкостными ракетными двигателями | Основные сведения и технические характеристики иностранных ракет с жидкостными ракетными двигателями | Основные сведения и технические характеристики иностранных ракет с жидкостными ракетными двигателями | Основные сведения и технические характеристики иностранных ракет с жидкостными ракетными двигателями | Основные сведения и технические характеристики иностранных ракет с жидкостными ракетными двигателями | Основные сведения и технические характеристики иностранных ракет с жидкостными ракетными двигателями |
| Наименование ракеты и страна производства | Наименование ракеты и страна производства                                                            | Наименование ракеты и страна производства                                                            | Наименование ракеты и страна производства                                                            | Двигатель                                                                                            | Двигатель                                                                                            | Двигатель                                                                                            | Двигатель                                                                                            | Массо-габаритные характеристики                                                                      | Массо-габаритные характеристики                                                                      | Массо-габаритные характеристики                                                                      | Массо-габаритные характеристики                                                                      | Массо-габаритные характеристики                                                                      | Лётно-технические характеристики                                                                     | Лётно-технические характеристики                                                                     | Лётно-технические характеристики                                                                     | Другое                                                                                               | Другое                                                                                               |
| Оригинал | Русское                                                                                              | Страна                                                                                               | Ступени                                                                                              | Топливо                                                                                              | Система подачи                                                                                       | Тяга на земле, кгc                                                                                   | Время работы, с                                                                                      | Длина, м                                                                                             | Диаметр, м                                                                                           | Полная масса, кг                                                                                     | Масса топлива, кг                                                                                    | Масса полезной нагрузки, кг                                                                          | Скорость макс., м/с                                                                                  | Высота макс. или по траектории, км                                                                   | Дальность, км                                                                                        | Серийное производство                                                                                | Примечание                                                                                           |
| Дальние ракеты типа «земля — земля» | Дальние ракеты типа «земля — земля»                                                                  | Дальние ракеты типа «земля — земля»                                                                  | Дальние ракеты типа «земля — земля»                                                                  | Дальние ракеты типа «земля — земля»                                                                  | Дальние ракеты типа «земля — земля»                                                                  | Дальние ракеты типа «земля — земля»                                                                  | Дальние ракеты типа «земля — земля»                                                                  | Дальние ракеты типа «земля — земля»                                                                  | Дальние ракеты типа «земля — земля»                                                                  | Дальние ракеты типа «земля — земля»                                                                  | Дальние ракеты типа «земля — земля»                                                                  | Дальние ракеты типа «земля — земля»                                                                  | Дальние ракеты типа «земля — земля»                                                                  | Дальние ракеты типа «земля — земля»                                                                  | Дальние ракеты типа «земля — земля»                                                                  | Дальние ракеты типа «земля — земля»                                                                  | Дальние ракеты типа «земля — земля»                                                                  |
| --- | --- | --- | --- | --- | --- | --- | --- | --- | --- | --- | --- | --- | --- | --- | --- | --- | --- |
| V-2 (A-4) | «Фау-2»                                                                                              | Красный флаг, в центре которого находится белый круг с чёрной свастикой                              | | Жидкий кислород + 75% этиловый спирт                                                                 | Насосная                                                                                             | 25000                                                                                                | 65                                                                                                   | 14                                                                                                   | 1,65                                                                                                 | 3000                                                                                                 | 9000                                                                                                 | 1000                                                                                                 | 1500                                                                                                 | 80                                                                                                   | до 300                                                                                               | Да                                                                                                   | Устарелая конструкция. Послужила прототипом многих ракет                                             |
| WAC Corporal | «Корпорэл»                                                                                           | Флаг США                                                                                             | | Азотная кислота + анилин                                                                             | Вытеснительная                                                                                       | 9070                                                                                                 | — | 12,2                                                                                                 | 0,762                                                                                                | 5440                                                                                                 | — | 600 ÷ 800                                                                                            | 1000 ÷ 14501                                                                                         | 80                                                                                                   | 120 ÷ 240                                                                                            | Да                                                                                                   | Разбег дальностей и скоростей достигается за счёт установки боевой части различного веса             |
| PGM-11 Redstone | «Редстоун»                                                                                           | Флаг США                                                                                             | | Жидкий кислород + спирт                                                                              | Насосная                                                                                             | 31880                                                                                                | — | 18,3                                                                                                 | 1,52                                                                                                 | 20000                                                                                                | — | — | 1800                                                                                                 | — | 320(800)                                                                                             | Да                                                                                                   | Стала прототипом для разработки ракет с дальностью до 2400 км                                        |
| SM-65 Atlas | «Атлас»                                                                                              | Флаг США                                                                                             | Первая ступень                                                                                       | Жидкий кислород + диметил-гидразин                                                                   | Насосная                                                                                             | 2×45360 (2×54000)                                                                                    | — | — | — | 100000 ÷ 110000                                                                                      | — | — | 6700                                                                                                 | 1280                                                                                                 | 8000                                                                                                 | Да                                                                                                   | При старте работают все три двигателя                                                                |
| SM-65 Atlas | «Атлас»                                                                                              | Флаг США                                                                                             | Вторая ступень                                                                                       | Жидкий кислород                                                                                      | — | 61000                                                                                                | — | 24 ÷ 30                                                                                              | 2,4 ÷ 3                                                                                              | 225000                                                                                               | — | | | | | Да                                                                                                   | При старте работают все три двигателя                                                                |
| Ракеты для исследования верхних слоёв атмосферы | | | | | | | | | | | | | | | | | |
| General Electric RTV-G-4 Bumper | «Бампер»                                                                                             | Флаг США                                                                                             | Первая ступень типа А-4                                                                              | | | (см. данные ракеты А-4)                                                                              | (см. данные ракеты А-4)                                                                              | (см. данные ракеты А-4)                                                                              | (см. данные ракеты А-4)                                                                              | (см. данные ракеты А-4)                                                                              | (см. данные ракеты А-4)                                                                              | 26 кг (вес приборов)                                                                                 | 3000                                                                                                 | 420                                                                                                  | — | Изготовлено несколько экземпляров ↓                                                                  | Использовалась для исследовательских целей                                                           |
| General Electric RTV-G-4 Bumper | «Бампер»                                                                                             | Флаг США                                                                                             | Вторая ступень WAC Corporal                                                                          | Азотная кислота + анилин                                                                             | Вытеснительная                                                                                       | 680                                                                                                  | 45                                                                                                   | 5,8                                                                                                  | 0,3                                                                                                  | 300                                                                                                  | — | 26 кг (вес приборов)                                                                                 | | | | Изготовлено несколько экземпляров ↓                                                                  | Использовалась для исследовательских целей                                                           |
| RTV-N-12 Viking | «Викинг»                                                                                             | Флаг США                                                                                             | № 11                                                                                                 | Жидкий кислород + спирт                                                                              | Насосная                                                                                             | 9070                                                                                                 | — | 12,7                                                                                                 | 1,2                                                                                                  | 7500                                                                                                 | — | 320                                                                                                  | 1920                                                                                                 | 254                                                                                                  | — | Выпущено 12 шт. в различных вариантах                                                                | Специальная исследовательская ракета. Имеет отделяющуюся головку                                     |
| RTV-N-12 Viking | «Викинг»                                                                                             | Флаг США                                                                                             | № 12                                                                                                 | Жидкий кислород + спирт                                                                              | Насосная                                                                                             | 9225                                                                                                 | 105                                                                                                  | 12,7                                                                                                 | 1,14                                                                                                 | 6800                                                                                                 | 2950 ÷ 2500                                                                                          | 450                                                                                                  | 1800                                                                                                 | 232                                                                                                  | — | Выпущено 12 шт. в различных вариантах                                                                | Специальная исследовательская ракета. Имеет отделяющуюся головку                                     |
| Aerobee | «Аэроби»                                                                                             | Флаг США                                                                                             | Первая ступень                                                                                       | Порох                                                                                                | — | — | 2,5                                                                                                  | 1,9                                                                                                  | — | 265                                                                                                  | 117                                                                                                  | 68,4                                                                                                 | 1380                                                                                                 | 100 ÷ 145                                                                                            | — | Выпущено около 100 шт. различных вариантов                                                           | |
| Aerobee | «Аэроби»                                                                                             | Флаг США                                                                                             | Вторая ступень                                                                                       | Азотная кислота + анилин                                                                             | Баллонная                                                                                            | 1140                                                                                                 | 45                                                                                                   | 6,1                                                                                                  | 0,38                                                                                                 | 485                                                                                                  | 283                                                                                                  | 68,4                                                                                                 | 1380                                                                                                 | 100 ÷ 145                                                                                            | — | Выпущено около 100 шт. различных вариантов                                                           | |
| Aerobee 150 | «Аэроби»                                                                                             | Флаг США                                                                                             | Первая ступень                                                                                       | Порох                                                                                                | — | — | — | — | — | 265                                                                                                  | — | 55 — 91                                                                                              | 2150                                                                                                 | 325 ÷ 270                                                                                            | — | Да                                                                                                   | |
| Aerobee 150 | «Аэроби»                                                                                             | Флаг США                                                                                             | Вторая ступень                                                                                       | Азотная кислота + (анилин + спирт)                                                                   | ЖАД                                                                                                  | 800                                                                                                  | 53                                                                                                   | 6,37                                                                                                 | 0,38                                                                                                 | — | 500                                                                                                  | 55 — 91                                                                                              | 2150                                                                                                 | 325 ÷ 270                                                                                            | — | Да                                                                                                   | |
| Veronica AGI | «Вероника»                                                                                           | Флаг Франции                                                                                         | | Азотная кислота + керосин                                                                            | ЖАД                                                                                                  | 4000                                                                                                 | 32 ÷ 35                                                                                              | 6,0                                                                                                  | 0,55                                                                                                 | 1000                                                                                                 | 700                                                                                                  | 57                                                                                                   | 1400                                                                                                 | 120                                                                                                  | 240                                                                                                  | Опытные образцы                                                                                      | |
| Зенитные управляемые ракеты | | | | | | | | | | | | | | | | | |
| Wasserfall | «Вассерфаль»                                                                                         | Красный флаг, в центре которого находится белый круг с чёрной свастикой                              | | Азотная кислота + визоль                                                                             | Баллонная                                                                                            | 8000                                                                                                 | 40                                                                                                   | 7,835                                                                                                | 0,88                                                                                                 | 3800                                                                                                 | 1815                                                                                                 | 600 ÷ 100                                                                                            | 750                                                                                                  | 20                                                                                                   | 40                                                                                                   | Не была окончательно доведена                                                                        | |
| MIM-3 Nike Ajax | «Найк»                                                                                               | Флаг США                                                                                             | Первая ступень                                                                                       | Порох                                                                                                | — | — | — | 3,9                                                                                                  | — | 550                                                                                                  | — | до 140 кг                                                                                            | 670                                                                                                  | 18                                                                                                   | 30                                                                                                   | Да                                                                                                   | Состояла на вооружении в системе противовоздушной обороны США                                        |
| MIM-3 Nike Ajax | «Найк»                                                                                               | Флаг США                                                                                             | Вторая ступень                                                                                       | Азотная кислота + анилин                                                                             | Баллонная                                                                                            | 1180 (на высоте 3000 м)                                                                              | 35                                                                                                   | 6,1                                                                                                  | 0,300                                                                                                | 450                                                                                                  | 136                                                                                                  | до 140 кг                                                                                            | 670                                                                                                  | 18                                                                                                   | 30                                                                                                   | Да                                                                                                   | Состояла на вооружении в системе противовоздушной обороны США                                        |
| Matra SE 4100 | «Матра»                                                                                              | Флаг Франции                                                                                         | | — | Баллонная                                                                                            | 1250                                                                                                 | 14                                                                                                   | 4,6                                                                                                  | 0,400                                                                                                | 400                                                                                                  | 110                                                                                                  | — | 500                                                                                                  | 4,0                                                                                                  | — | Опытные образцы                                                                                      | |
| Oerlikon RSC-51 | «Эрликон»                                                                                            | Флаг Швейцарии                                                                                       | | Азотная кислота + керосин                                                                            | Баллонная                                                                                            | 500                                                                                                  | 52                                                                                                   | 4,88                                                                                                 | 0,37                                                                                                 | 250                                                                                                  | 130                                                                                                  | 20                                                                                                   | 750                                                                                                  | 15                                                                                                   | 20                                                                                                   | Да                                                                                                   | |
| Источник информации: Синярев Г. Б., Добровольский М. В. Жидкостные ракетные двигатели. Теория и проектирование. — 2-е изд. перераб. и доп. — М. : Гос. издательство оборонной промышленности, 1957. — С. 60—63 — 580 с. | | | | | | | | | | | | | | | | | |